# カスティラーガ・ヴィダルド
カスティラーガ・ヴィダルド（伊: Castiraga Vidardo）は、イタリア共和国ロンバルディア州ローディ県にある、人口約2,900人の基礎自治体（コムーネ）。

## 地理

### 位置・広がり

#### 隣接コムーネ
隣接するコムーネは以下の通り。
- ボルゴ・サン・ジョヴァンニ
- カゼッレ・ルラーニ
- マルード
- サレラーノ・スル・ランブロ
- サンタンジェロ・ロディジャーノ

### 気候分類・地震分類
気候分類では、zona E, 2623 GGに分類される。
また、イタリアの地震リスク階級 (it) では、zona 3 (sismicità bassa) に分類される。